# Organisationseinheit 85
Die Organisationseinheit 85 (Org 85) war eine Gruppe im Bundesnachrichtendienst (BND), die vom November 1963 bis zum Jahre 1968 tätig war, um die Anzahl der Angehörigen im BND zu ermitteln, die im NS-Regime mit bestimmten Funktionen belastet waren. Die Ermittlungen waren im Jahre 1966 weitgehend abgeschlossen. Als Beteiligte an NS-Gewaltakten wurden 71 Angehörige des BND festgestellt, die den BND daraufhin verlassen haben.

## Aufstellung der Org 85
Zu Beginn des Jahres 1961 beauftragte der Chef des BND Reinhard Gehlen den 30 Jahre alten Hans-Henning Crome, eine Untersuchung gegen mutmaßliche Agenten anderer Geheimdienste in den Reihen des BND vorzunehmen. Anlass dieser Maßnahme waren die BND-Angehörigen Heinz Felfe und Johannes Clemens, die als Agenten des sowjetischen Geheimdienstes enttarnt wurden. Im Jahre 1963 wurde in der Präsidentenvilla im Gelände des BND in Pullach eine Arbeitsgruppe mit der Tarnbezeichnung Organisationseinheit 85 eingerichtet, die von Crome geführt wurde. (Crome führte seine Ernennung zum Leiter der Org 85 auf seine vorherigen Ermittlungen bezüglich der Agenten Felfe und Clemens zurück. Allerdings kannte Gehlen auch seinen Vater als Offizier der Reichswehr und der Wehrmacht. Nach der Gefangenschaft gehörte sein Vater ebenfalls dem BND an.) Crome wurde bei seiner Tätigkeit von einem Mitarbeiter und zwei Schreibkräften sowie durch eine Angehörige der Sicherheitsabteilung des BND unterstützt. Diese stellte die fachliche Verbindung zur Ludwigsburger Zentralstelle her, um die Laufbahndaten der Belasteten zu überprüfen.

## Aufgabe und Tätigkeit
Die Aufgabe der Ermittlungen der Org 85 bestand darin, die Angehörigen des BND zu ermitteln, die während der Zeit des Nationalsozialismus bei Gewaltakten mitgewirkt hatten. Die Verdächtigen wurden aufgefordert, nach München zur Rechnungsprüfungsstelle in die Bayerstraße 8 zu kommen, wo der BND ein Büro unterhielt. Anhand von persönlichen Unterlagen der Verdächtigen aus der NS-Zeit sollte festgestellt werden, an welchen Orten und in welchen Funktionen diese während des  Zweiten Weltkriegs tätig waren. Dabei wurde die Zugehörigkeit dieser Verdächtigen zum Reichssicherheitshauptamt (RSHA), zur Geheimen Feldpolizei (GFP), zum SD, zur Waffen-SS, zur NSDAP, zu den Einsatzgruppen der Sicherheitspolizei und des SD und ähnlichen Kriterien überprüft.
Die Überprüfungen ergaben, dass 146 Angehörige näher untersucht wurden. Davon konnten 75 nach den vorgegebenen Kriterien als weiterhin verwendungsfähig eingestuft werden. Der letzte dieser Gruppe beendete im Jahre 1986 seinen Dienst beim BND. Die restlichen 71 Personen konnten als belastet eingestuft werden, die den BND verlassen mussten. Um gerichtliche Auseinandersetzungen zu vermeiden, erhielten die überwiegende Anzahl dieser 71 Personen Aufhebungsverträge und Abfindungen.

## Bericht von Crome
Am 1. Februar 1965 schrieb Crome einen abschließenden Bericht unter dem Titel Arbeitsgrundsätze und Erfahrungen von 85 über die Tätigkeit der Org 85 (Az: 815/65). Darin berichtete er, dass Angehörige von Sondereinheiten, die an Massenexekutionen beteiligt waren, jede Mittäterschaft abstritten und sogar leugneten, etwas von den Verbrechen gehört zu haben. Crome beurteilte diese Aussagen als von einer geradezu ins Auge springenden Unaufrichtigkeit. Die Angaben der Belasteten seien so unglaubwürdig gewesen, dass kein Nachrichtendienst, der realistisch denken und urteilen würde, diese als Wahrheit akzeptieren könnte.
Der Bericht wurde in 20 Exemplaren an leitende Beamte des BND verteilt, sei aber kurze Zeit danach wieder eingezogen worden. Erst im Jahre 2010 wurde der Bericht vom Präsidenten des BND Ernst Uhrlau wieder zur Einsicht freigegeben.